# تپه برک دره
تپه برک دره مربوط به دوران پیش از تاریخ ایران باستان - است و در استان قزوین، شهرستان آوج، بخش مرکزی، روستای نقاش واقع شده و این اثر در تاریخ ۲۲ مرداد ۱۳۸۴ با شمارهٔ ثبت ۱۳۲۸۵ به‌عنوان یکی از آثار ملی ایران به ثبت رسیده است.